# Euribíades
Euribíades (en grec antic Εὐρυϐιάδης "Eurybiádês") va ser un general espartà del segle v aC. Va comandar l'armada grega durant les guerres mèdiques. Va ser navarc de la Lliga del Peloponès i cap de la força naval de la coalició grega contra Pèrsia.
Era fill d'Euricleides, i l'any 480 aC va ser elegit comandant, perquè les altres ciutats estat gregues no volien lluitar sota el domini dels atenencs. encara que els atenencs fossin els millors en tàctiques militars. Durant les batalles el va ajudar sempre l'estrateg atenenc Temístocles, amb el que va co-dirigir la major part dels combats.
La seva primera acció va ser dirigir la flota cap a l'illa d'Eubea per esperar la flota persa, però quan van arribar els grecs van veure que els perses ja hi eren, i Euribíades va ordenar la retirada. Els eubeus li van demanar que es quedés, però no en va fer cas, i llavors els illencs van subornar Temístocles perquè retingués la flota. Temístocles va fer servir una part del suborn per pagar a Euribíades, segons diu Heròdot. La batalla que es va fer posteriorment, davant del cap d'Artemísion no va ser decisiva i els grecs van dirigir la seva flota cap a Salamina, on, juntament amb Temístocles va dirigir la batalla de Salamina.
En un primer moment, espantat en veure la importància de la flota de Xerxes I de Pèrsia va pensar en retirar-se per a protegir el Peloponès. Llavors hi va haver una forta discussió amb Temístocles, que creia que l'enfrontament s'havia de fer, i que va convèncer als altres generals. Euribíades es va enfadar molt, fins al pun d'aixecar el bastó contra el general atenenc. Heròtot explica que Temístocles va dir. "Pega, però escolta". Llavors Euribíades va cedir i va dirigir la batalla, segurament la més important batalla naval de l'antiguitat guanyada pels grecs. Després de la batalla, Euribíades es va negar a perseguir la flota persa i també a dirigir la flota grega cap a l'Hel·lespont per destruir el pont de vaixells que Xerxes havia manat construir perquè el seu exèrcit pogués passar d'Àsia a Grècia. L'espartà pensava que la destrucció del pont hauria privat a l'exèrcit de xeres d'un camí de fugida, i l'obligaria a seguir a Grècia allargant la guerra.
Quan va tornar a Esparta, Euribíades va rebre per recompensa una corona de branques d'oliver pel seu èxit a Salamina. Temístocles va rebre una recompensa semblant.